# Мельник Віктор Іванович (технолог)
Мельник Віктор Іванович (нар. 8 січня 1958) — професор, академік Академії наук Вищої школи України, доктор технічних наук, професор кафедри оптимізації технологічних систем в рослинництві Державного біотехнологічного університету.

## Біографія
Віктор Іванович народився 8 січня 1958 року в с. Омельник Кременчуцького району Полтавської області.
У 1975 році вступив до Полтавського сільськогосподарського інституту який закінчив у 1980 році.
У 1980 році працював інженером, а згодом механіком автогаражу радгоспу «Кременчуцький».
У 1982 році призваний до лав Радянської армії.
У 1983 році працював бригадиром тракторної бригади радгоспу «Кременчуцький».
У 1984 році вступив до аспірантури Харківського інституту механізації та електрифікації сільського господарства.
У 1987 році молодший, а потім науковий співробітник, а згодом асистент кафедри «Експлуатація машино-тракторного парку».
У 2000 році працював старшим викладачем кафедри «Експлуатація машино-тракторного парку» Харківського інституту механізації та електрифікації сільського господарства.
У 2000 році захистив кандидатську дисертацію на тему «Технологічні задачі підвищення вібротермоміцності кристалічних сцинтиляційних детекторів».
У 2001 році докторант Харківського державного технічного університету сільського господарства.
У 2004 році провідний науковий співробітник Харківського державного технічного університету сільського господарства.
У 2010 році захистив докторську дисертацію на тему «Наукові основи екологічно ощадних технологій і технічних засобів для внесення рідких добрив та хімзахисту рослин».
У 2011 році присвоєно вчене звання старшого наукового співробітника.
З 2011 по 2021 роки працював професором кафедри оптимізації технологічних систем ім. Т. П. Євсюкова Харківського національного технічного університету сільського господарства ім. Петра Василенка.
У 2012 році обраний почесним громадянином Омельницької сільської ради.
У 2013 році обраний академіком Академії наук вищої освіти України.
З 2014 року головний редактор журналу «Інженерія природокористування».
З 2016 по 2021 роки працював проректором з наукової роботи Харківського національного технічного університету сільського господарства імені Петра Василенка.
З 2021 по теперішній час професор кафедри оптимізації технологічних систем в рослинництві Державного біотехнологічного університету.

## Праці
Віктор Іванович автор понад 390 наукових праць, з них: 4 монографії, 1 колективна монографія, 39 статей індексованих в Scopus, 79 охоронних документів, 286 статей, 20 методичних видань.
Основні праці:
- Предельное равновесие сплошных неупругих сред. Харьков, 2006;
- Безвідвальна система землеробства — проблеми та перспективи впровадження. ЭксклюзивАГРО. 2007. № 1;
- Внутрипочвенное внесение жидкостей в растениеводстве. Харьков, 2010;
- Размер угодий хозяйства — основной фактор минимизации его потребности в тракторах и другой технике. Тракторы и сельхозмашины. 2013. № 1;
- Стрічкове внесення гербіцидів: минуле, сьогодення чи майбутнє? Пропозиція. 2015. № 3;
- Эволюция систем земледелия — взгляд в будущее. Земледелие. 2015. № 1.

## Відзнаки та нагороди
- подяка Міністерства аграрної політики та продовольства України та ДУ МНЦ «Агроосвіта» (2013);
- подяка Міністерства освіти і науки України (2015);
- грамота Міністерства освіти і науки України (2018);
- почесна грамота Міністерства освіти і науки України (2019);
- нагрудний знак «Відмінник освіти України» (2020).